# Tour de France 1934
Le Tour de France 1934, 28e édition du Tour de France, s'est déroulé du 3 juillet au 29 juillet 1934 sur 23 étapes pour 4 363 km. Il a été remporté par le coureur français Antonin Magne.

## Parcours
Le Tour de France 1934 s'inscrit dans la période de 1905 à 1951, durant laquelle le parcours de la course réalise un « chemin de ronde », collant aux frontières de l'Hexagone.
La course commence à Paris et dans sa banlieue, comme tous les ans jusqu'en 1950, à l'exception de 1926. Le départ est donné au Vésinet, après un défilé dans les rues de Paris depuis le siège de L'Auto, rue du Faubourg-Montmartre. Le parc des Princes accueille l'arrivée du Tour de 1903 à 1967.
C'est la première fois qu'est organisé sur le Tour un contre-la-montre individuel, 90 km de La Roche-sur-Yon à Nantes, lors de la deuxième moitié de la 21e étape.
La Roche-sur-Yon (Vendée) est ville-étape pour la première fois.

## Participation
De 1930 à 1961, le Tour de France est disputé par équipes nationales. Cinq équipes de huit coureurs disputent cette édition : France, Belgique, Italie, Allemagne, et une équipe mixte Suisse-Espagne. À ces équipes s'ajoutent vingt « individuels » sélectionnés et pris en charge par l'organisation, ce qui n'était pas le cas lors des éditions précédentes.
André Leducq, vainqueur en 1930 et 1932, n'est pas retenu en équipe de France pour le seul motif qu'il a quitté l'équipe Alcyon, fournisseur des vélos du Tour de France depuis 1930, et rejoint Mercier. Il suit ce Tour en étant envoyé spécial du journal Paris-Soir,.
| no      | Équipes          |
| ------- | ---------------- |
| 1-8     | Belgique         |
| 9-16    | Italie           |
| 17-24   | Suisse/ Espagne  |
| 25-32   | Allemagne        |
| 33-40   | France           |
| 101-120 | Touriste-routier |

## Classements et prix
Le classement général du Tour est établi au temps. Une victoire d'étape donne une minute et trente secondes de bonification. Des bonifications sont également attribuées aux coureurs passant en tête des côtes comptant pour le Grand Prix de la montagne. 737 610 francs de primes sont distribués, dont 30 000 au vainqueur du classement général.

## Bilan de la course
- L'équipe de France remporte 20 victoires d'étape sur 24 possibles (22 étapes et 2 demi-étapes).
- Le maillot jaune est porté de bout en bout par les Français.
- La 5e étape voit deux vainqueurs classés ex æquo.
- La vitesse moyenne de ce Tour est de 30,36 km/h.

## Étapes
| Étape,        | Date       | Villes étapes                   |                             | Distance (km)         | Vainqueur d’étape               | Leader du classement général |
| ------------- | ---------- | ------------------------------- | --------------------------- | --------------------- | ------------------------------- | ---------------------------- |
| 1re étape     | 3 juillet  | Paris - Le Vésinet – Lille      | Étape de plaine             | 262                   | Georges Speicher                | Georges Speicher             |
| 2e étape      | 4 juillet  | Lille – Charleville             | Étape de plaine             | 192                   | René Le Grevès                  | Antonin Magne                |
| 3e étape      | 5 juillet  | Charleville – Metz              | Étape de plaine             | 161                   | Roger Lapébie                   | Antonin Magne                |
| 4e étape      | 6 juillet  | Metz – Belfort                  | Étape de montagne           | 220                   | Roger Lapébie                   | Antonin Magne                |
| 5e étape      | 7 juillet  | Belfort – Évian-les-Bains       | Étape de plaine             | 293                   | René Le Grevès Georges Speicher | Antonin Magne                |
|               | 8 juillet  | Évian-les-Bains                 | Jour de repos               | Journée de repos no 1 | Journée de repos no 1           | Journée de repos no 1        |
| 6e étape      | 9 juillet  | Évian-les-Bains – Aix-les-Bains | Étape de montagne           | 207                   | Georges Speicher                | Antonin Magne                |
| 7e étape      | 10 juillet | Aix-les-Bains – Grenoble        | Étape de montagne           | 229                   | René Vietto                     | Antonin Magne                |
| 8e étape      | 11 juillet | Grenoble – Gap                  | Étape de montagne           | 102                   | Giuseppe Martano                | Antonin Magne                |
| 9e étape      | 12 juillet | Gap – Digne                     | Étape de montagne           | 227                   | René Vietto                     | Antonin Magne                |
| 10e étape     | 13 juillet | Digne – Nice                    | Étape de plaine             | 156                   | René Le Grevès                  | Antonin Magne                |
|               | 14 juillet | Nice                            | Jour de repos               | Journée de repos no 2 | Journée de repos no 2           | Journée de repos no 2        |
| 11e étape     | 15 juillet | Nice – Cannes                   | Étape de montagne           | 126                   | René Vietto                     | Antonin Magne                |
| 12e étape     | 16 juillet | Cannes – Marseille              | Étape de plaine             | 195                   | Roger Lapébie                   | Antonin Magne                |
| 13e étape     | 17 juillet | Marseille – Montpellier         | Étape de plaine             | 172                   | Georges Speicher                | Antonin Magne                |
| 14e étape     | 18 juillet | Montpellier – Perpignan         | Étape de plaine             | 177                   | Roger Lapébie                   | Antonin Magne                |
|               | 19 juillet | Perpignan                       | Jour de repos               | Journée de repos no 3 | Journée de repos no 3           | Journée de repos no 3        |
| 15e étape     | 20 juillet | Perpignan – Ax-les-Thermes      | Étape de plaine             | 158                   | Roger Lapébie                   | Antonin Magne                |
| 16e étape     | 21 juillet | Ax-les-Thermes – Luchon         | Étape de montagne           | 165                   | Adriano Vignoli                 | Antonin Magne                |
| 17e étape     | 22 juillet | Luchon – Tarbes                 | Étape de montagne           | 91                    | Antonin Magne                   | Antonin Magne                |
| 18e étape     | 23 juillet | Tarbes – Pau                    | Étape de montagne           | 172                   | René Vietto                     | Antonin Magne                |
|               | 24 juillet | Pau                             | Jour de repos               | Journée de repos no 4 | Journée de repos no 4           | Journée de repos no 4        |
| 19e étape     | 25 juillet | Pau – Bordeaux                  | Étape de plaine             | 215                   | Ettore Meini                    | Antonin Magne                |
| 20e étape     | 26 juillet | Bordeaux – La Rochelle          | Étape de plaine             | 183                   | Georges Speicher                | Antonin Magne                |
| 21e étape (a) | 27 juillet | La Rochelle – La Roche-sur-Yon  | Étape de plaine             | 81                    | René Le Grevès                  | Antonin Magne                |
| 21e étape (b) | 27 juillet | La Roche-sur-Yon – Nantes       | Contre-la-montre individuel | 90                    | Antonin Magne                   | Antonin Magne                |
| 22e étape     | 28 juillet | Nantes – Caen                   | Étape de plaine             | 275                   | Raymond Louviot                 | Antonin Magne                |
| 23e étape     | 29 juillet | Caen – Paris - Parc des princes | Étape de plaine             | 221                   | Sylvère Maes                    | Antonin Magne                |

## Classements

### Classement général final

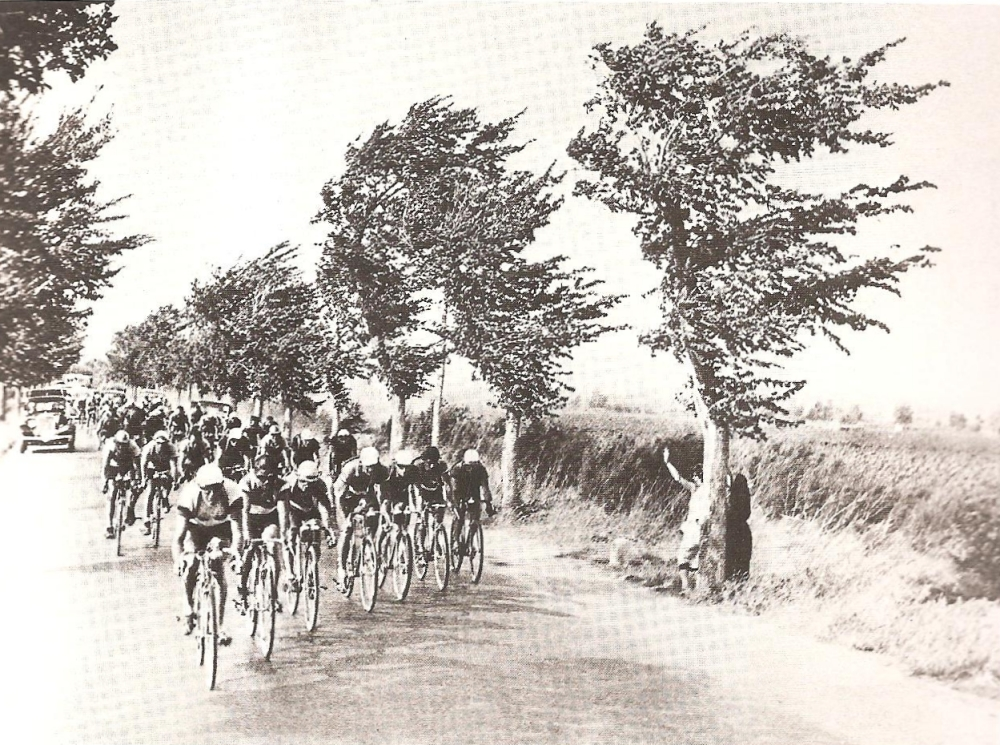
L'équipe de France emmène le peloton lors de la 14e étape.

| Classement général | Classement général | Classement général   | Classement général | Classement général   |
|                    | Coureur            | Pays                 | Équipe             | Temps                |
| ------------------ | ------------------ | -------------------- | ------------------ | -------------------- |
| 1er                | Antonin Magne      | France               | France             | en 147 h 13 min 58 s |
| 2e                 | Giuseppe Martano   | Italie               | Italie             | + 27 min 31 s        |
| 3e                 | Roger Lapébie      | France               | France             | + 52 min 15 s        |
| 4e                 | Félicien Vervaecke | Belgique             | Individuel         | + 57 min 40 s        |
| 5e                 | René Vietto        | France               | France             | + 59 min 2 s         |
| 6e                 | Ambrogio Morelli   | Italie               | Individuel         | + 1 h 12 min 2 s     |
| 7e                 | Ludwig Geyer       | Allemagne            | Allemagne          | + 1 h 12 min 51 s    |
| 8e                 | Sylvère Maes       | Belgique             | Individuel         | + 1 h 20 min 56 s    |
| 9e                 | Mariano Cañardo    | République espagnole | Suisse / Espagne   | + 1 h 29 min 2 s     |
| 10e                | Vicente Trueba     | République espagnole | Suisse / Espagne   | + 1 h 40 min 39 s    |
| 11e                | Georges Speicher   | France               | France             | + 1 h 52 min 21 s    |
| 12e                | Raymond Louviot    | France               | France             | + 2 h 3 min 21 s     |
| 13e                | Edoardo Molinar    | Italie               | Individuel         | + 2 h 16 min 52 s    |
| 14e                | Eugenio Gestri     | Italie               | Italie             | + 2 h 21 min 9 s     |
| 15e                | Adriano Vignoli    | Italie               | Italie             | + 2 h 21 min 58 s    |
| 16e                | Giovanni Cazzulani | Italie               | Italie             | + 2 h 32 min 38 s    |
| 17e                | Albert Büchi       | Suisse               | Suisse / Espagne   | + 2 h 35 min 17 s    |
| 18e                | Frans Bonduel      | Belgique             | Belgique           | + 2 h 44 min 47 s    |
| 19e                | Federico Ezquerra  | République espagnole | Suisse / Espagne   | + 2 h 53 min 3 s     |
| 20e                | August Erne        | Suisse               | Suisse / Espagne   | + 2 h 55 min 26 s    |
| 21e                | Léon Level         | France               | Individuel         | + 2 h 57 min 51 s    |
| 22e                | Kurt Stöpel        | Allemagne            | Allemagne          | + 3 h 1 min 13 s     |
| 23e                | Dante Franzil      | Italie               | Individuel         | + 3 h 1 min 48 s     |
| 24e                | Giovanni Gotti     | Italie               | Italie             | + 3 h 22 min 40 s    |
| 25e                | René Le Grevès     | France               | France             | + 3 h 26 min 26 s    |
| modifier           |                    |                      |                    |                      |

### Classements annexes finals
| Classement du Prix du meilleur grimpeur, | Classement du Prix du meilleur grimpeur, | Classement du Prix du meilleur grimpeur, | Classement du Prix du meilleur grimpeur, | Classement du Prix du meilleur grimpeur, |
| ---------------------------------------- | ---------------------------------------- | ---------------------------------------- | ---------------------------------------- | ---------------------------------------- |
|                                          | Coureur                                  | Pays                                     | Équipe                                   | Point(s)                                 |
| 1er                                      | René Vietto                              | France                                   | France                                   | 111 points                               |
| 2e                                       | Vicente Trueba                           | République espagnole                     | Suisse / Espagne                         | 93 pts                                   |
| 3e                                       | Giuseppe Martano                         | Italie                                   | Italie                                   | 78 pts                                   |
| 4e                                       | Félicien Vervaecke                       | Belgique                                 | Individuel                               | 76 pts                                   |
| 5e                                       | Federico Ezquerra                        | République espagnole                     | Suisse / Espagne                         | 75 pts                                   |
| 6e                                       | Antonin Magne                            | France                                   | France                                   | 69 pts                                   |
| 7e                                       | Sylvère Maes                             | Belgique                                 | Individuel                               | 54 pts                                   |
| 8e                                       | Edoardo Molinar                          | Italie                                   | Individuel                               | 43 pts                                   |
| 9e                                       | Ambrogio Morelli                         | Italie                                   | Individuel                               | 36 pts                                   |
| 10e                                      | Mariano Cañardo                          | République espagnole                     | Suisse / Espagne                         | 21 pts                                   |
| modifier                                 |                                          |                                          |                                          |                                          |

| Classement du Challenge international, | Classement du Challenge international, | Classement du Challenge international, | Classement du Challenge international, |
|                                        | Équipe                                 | Pays                                   | Temps                                  |
| -------------------------------------- | -------------------------------------- | -------------------------------------- | -------------------------------------- |
| 1re                                    | France                                 | France                                 | en 443 h 42 min 41 s                   |
| 2e                                     | Italie                                 | Italie                                 | + 3 h 9 min 51 s                       |
| 3e                                     | Suisse / Espagne                       | Suisse / République espagnole          | + 3 h 44 min 24 s                      |
| 4e                                     | Allemagne                              | Allemagne                              | + 8 h 9 min 55 s                       |
| modifier                               |                                        |                                        |                                        |

### Évolution des classements
| Étape              | Vainqueur                          | Classement général | Classement de la montagne | Challenge international |
| ------------------ | ---------------------------------- | ------------------ | ------------------------- | ----------------------- |
| 1                  | Georges Speicher                   | Georges Speicher   | Non décerné               | France                  |
| 2                  | René Le Grevès                     | Antonin Magne      | Non décerné               | France                  |
| 3                  | Roger Lapébie                      | Antonin Magne      | Non décerné               | France                  |
| 4                  | Roger Lapébie                      | Antonin Magne      | Félicien Vervaecke        | France                  |
| 5                  | René Le Grevès et Georges Speicher | Antonin Magne      | Félicien Vervaecke        | France                  |
| 6                  | Georges Speicher                   | Antonin Magne      | Félicien Vervaecke        | France                  |
| 7                  | René Vietto                        | Antonin Magne      | Federico Ezquerra         | France                  |
| 8                  | Giuseppe Martano                   | Antonin Magne      | Federico Ezquerra         | France                  |
| 9                  | René Vietto                        | Antonin Magne      | Federico Ezquerra         | France                  |
| 10                 | René Le Grevès                     | Antonin Magne      | Federico Ezquerra         | France                  |
| 11                 | René Vietto                        | Antonin Magne      | Federico Ezquerra         | France                  |
|                    | Roger Lapébie                      | Antonin Magne      | Federico Ezquerra         | France                  |
| 13                 | Georges Speicher                   | Antonin Magne      | Federico Ezquerra         | France                  |
| 14                 | Roger Lapébie                      | Antonin Magne      | Federico Ezquerra         | France                  |
| 15                 | Roger Lapébie                      | Antonin Magne      | Federico Ezquerra         | France                  |
| 16                 | Adriano Vignoli                    | Antonin Magne      | René Vietto               | France                  |
| 17                 | Antonin Magne                      | Antonin Magne      | René Vietto               | France                  |
| 18                 | René Vietto                        | Antonin Magne      | René Vietto               | France                  |
| 19                 | Ettore Meini                       | Antonin Magne      | René Vietto               | France                  |
| 20                 | Georges Speicher                   | Antonin Magne      | René Vietto               | France                  |
| 21a                | René Le Grevès                     | Antonin Magne      | René Vietto               | France                  |
| 21b                | Antonin Magne                      | Antonin Magne      | René Vietto               | France                  |
| 22                 | Raymond Louviot                    | Antonin Magne      | René Vietto               | France                  |
| 23                 | Sylvère Maes                       | Antonin Magne      | René Vietto               | France                  |
| Classements finals | Classements finals                 | Antonin Magne      | René Vietto               | France                  |

## Liste des participants
La liste ci-dessous présente les coureurs inscrits par numéro de dossard.
| Légende | Légende                                                                    | Légende | Légende                                                    |
| ------- | -------------------------------------------------------------------------- | ------- | ---------------------------------------------------------- |
| Num     | Dossard de départ porté par le coureur sur ce Tour                         | Pos     | Position à l'arrivée de la course                          |
|         | Indique un maillot de champion national ou mondial, suivi de sa spécialité | NP      | Indique un coureur qui n'a pas pris le départ de la course |
| AB      | Indique un coureur qui n'a pas terminé la course                           | HD      | Indique un coureur qui a terminé la course hors des délais |

| Belgique | Belgique               | Belgique |
| -------- | ---------------------- | -------- |
| Num      | Coureur                | Pos      |
| 1        | Gaston Rebry (BEL)     | AB-2     |
| 2        | Alfons Schepers (BEL)  | AB-6     |
| 3        | Louis Hardiquest (BEL) | AB-6     |
| 4        | Romain Maes (BEL)      | AB-10    |
| 5        | Frans Bonduel (BEL)    | 18e      |
| 6        | Edgard De Caluwé (BEL) | AB-18    |
| 7        | Frans Dictus (BEL)     | AB-6     |
| 8        | Romain Gijssels (BEL)  | 32e      |

| Italie | Italie                   | Italie |
| ------ | ------------------------ | ------ |
| Num    | Coureur                  | Pos    |
| 9      | Giuseppe Martano (ITA)   | 2e     |
| 10     | Eugenio Gestri (ITA)     | 14e    |
| 11     | Antonio Folco (ITA)      | 39e    |
| 12     | Giovanni Gotti (ITA)     | 24e    |
| 13     | Giovanni Cazzulani (ITA) | 16e    |
| 14     | Vasco Bergamaschi (ITA)  | AB-7   |
| 15     | Adriano Vignoli (ITA)    | 15e    |
| 16     | Raffaele Di Paco (ITA)   | AB-2   |

| Suisse/Espagne | Suisse/Espagne          | Suisse/Espagne |
| -------------- | ----------------------- | -------------- |
| Num            | Coureur                 | Pos            |
| 17             | Albert Büchi (SUI)      | 17e            |
| 18             | Walter Blattmann (SUI)  | AB-2           |
| 19             | Kurt Stettler (SUI)     | AB-12          |
| 20             | August Erne (SUI)       | 20e            |
| 21             | Vicente Trueba (ESP)    | 10e            |
| 22             | Luciano Montero (ESP)   | 30e            |
| 23             | Mariano Cañardo (ESP)   | 9e             |
| 24             | Federico Ezquerra (ESP) | 19e            |

| Allemagne | Allemagne              | Allemagne |
| --------- | ---------------------- | --------- |
| Num       | Coureur                | Pos       |
| 25        | Kurt Stöpel (GER)      | 22e       |
| 26        | Ludwig Geyer (GER)     | 7e        |
| 27        | Hermann Buse (GER)     | AB-18     |
| 28        | Willi Kutschbach (GER) | 37e       |
| 29        | Rudolf Wolke (GER)     | AB-8      |
| 30        | Kurt Nitzschke (GER)   | AB-1      |
| 31        | Rudolf Risch (GER)     | 38e       |
| 32        | Bruno Wolke (GER)      | AB-8      |

| France | France                   | France |
| ------ | ------------------------ | ------ |
| Num    | Coureur                  | Pos    |
| 33     | Georges Speicher (FRA)   | 11e    |
| 34     | Roger Lapébie (FRA)      | 3e     |
| 35     | Raymond Louviot (FRA)    | 12e    |
| 36     | Antonin Magne (FRA)      | 1er    |
| 37     | Charles Pélissier (FRA)  | AB-6   |
| 38     | René Vietto (FRA)        | 5e     |
| 39     | René Le Grevès (FRA)     | 25e    |
| 40     | Maurice Archambaud (FRA) | AB-5   |

| Individuels | Individuels                                | Individuels |
| ----------- | ------------------------------------------ | ----------- |
| Num         | Coureur                                    | Pos         |
| 101         | Jean Wauters (cyclisme)fJean Wauters (BEL) | 31e         |
| 102         | Sylvère Maes (BEL)                         | 8e          |
| 103         | Théo Herckenrath (BEL)                     | 26e         |
| 104         | Félicien Vervaecke (BEL)                   | 4e          |
| 105         | Ambrogio Morelli (ITA)                     | 6e          |
| 106         | Ettore Meini (ITA)                         | 29e         |
| 107         | Dante Franzil (ITA)                        | 23e         |

| Individuels (suite) | Individuels (suite)      | Individuels (suite) |
| ------------------- | ------------------------ | ------------------- |
| Num                 | Coureur                  | Pos                 |
| 108                 | Edoardo Molinar (ITA)    | 13e                 |
| 109                 | Léon Level (FRA)         | 21e                 |
| 110                 | Jean Bidot (FRA)         | 35e                 |
| 111                 | Sylvain Marcaillou (FRA) | 34e                 |
| 112                 | Gabriel Viratelle (FRA)  | AB-8                |
| 113                 | Marcel Renaud (FRA)      | 28e                 |
| 114                 | Eugène Le Goff (FRA)     | AB-3                |

| Individuels (suite) | Individuels (suite)      | Individuels (suite) |
| ------------------- | ------------------------ | ------------------- |
| Num                 | Coureur                  | Pos                 |
| 115                 | Yves Le Goff (FRA)       | 33e                 |
| 116                 | Gaspard Rinaldi (FRA)    | AB-1                |
| 117                 | Vincent Salazard (FRA)   | 27e                 |
| 118                 | Fabien Galateau (FRA)    | 36e                 |
| 119                 | Pierre Pastorelli (FRA)  | AB-13               |
| 120                 | Adrien Buttafocchi (FRA) | AB-2                |